# NGC 5348
NGC 5348 في الفهرس العام الجديد، هي مجرة، تقع في كوكبة العذراء. اكتشفت في 3 مايو 1877 .

## روابط خارجية
- NGC 5348 على موقع ويكي سكاي: DSS2, SDSS, GALEX, IRAS, Hydrogen α, X-Ray, Astrophoto, Sky Map, Articles and images